# Ogólnopolski Górski Raid Samochodowy w Wiśle 1958
8. Ogólnopolski Górski Raid Samochodowy – 8. edycja Rajdu Wisły. Był to rajd samochodowy rozgrywany od 5 do 7 września 1958 roku. Była to czwarta runda Rajdowych Samochodowych Mistrzostw Polski w roku 1958. Zawodnicy byli klasyfikowani w poszczególnych klasach, nie było klasyfikacji generalnej.

## Wyniki końcowe rajdu[1]

### Klasa VIII
| Miejsce | Kierowca            | Samochód          | Punkty |
| ------- | ------------------- | ----------------- | ------ |
| 1       | Mieczysław Sochacki | FSO Warszawa M 20 | 77,0   |
| 2       | J. Kulawiński       | FSO Warszawa M 20 | 79,8   |
| 3       | Florian Zastępowski | FSO Warszawa M 20 | 80,7   |
| 4       | Zygmunt Wróblewski  | FSO Warszawa M 20 | 81,2   |
| 5       | E. Woźniak          | FSO Warszawa M 20 | 89,3   |
| 6       | Anita Wiśniewska    | Ford              | 100,3  |

### Klasa VII
| Miejsce | Kierowca              | Samochód      | Punkty |
| ------- | --------------------- | ------------- | ------ |
| 1       | Michał Bieder         | Citroen BL 11 | 73,3   |
| 2       | Stefan Dobrzyński     | Citroen BL 11 | 83,9   |
| 3       | Jerzy Nowosielski     | Citroen BL 11 | 88,0   |
| 4       | Dezyderiusz Rutkowski | Citroen BL 11 | 117,6  |

### Klasa V
| Miejsce | Kierowca            | Samochód     | Punkty |
| ------- | ------------------- | ------------ | ------ |
| 1       | Czesław Wodnicki    | Simca Aronde | 67,0   |
| 2       | Aleksander Sobański | Simca Aronde | 71,9   |
| 3       | Jan Brońka          | Simca Aronde | 73,0   |

### Klasa IV
| Miejsce | Kierowca              | Pilot       | Samochód         | Punkty |
| ------- | --------------------- | ----------- | ---------------- | ------ |
| 1       | Kazimierz Tarczyński  |             | Renault Dauphine | 73,4   |
| 2       | Franciszek Świątelski |             | Renault Dauphine | 74,2   |
| 3       | Stanisław Rusiniak    | T. Sobiecki | Renault Dauphine | 74,4   |
| 4       | Henryk Kosecki        |             | Wartburg         | 75,1   |
| 5       | Henryk Steinhausel    |             | IFA F9           | 76,0   |
| 6       | Stanisław Cencora     |             | Wartburg         | 86,7   |

### Klasa III
| Miejsce | Kierowca           | Samochód     | Punkty |
| ------- | ------------------ | ------------ | ------ |
| 1       | Jerzy Zaczeniuk    | Renault 4 CV | 75,1   |
| 2       | Marek Varisella    | FSO Syrena   | 77,0   |
| 3       | Jerzy Opiela       | Renault 4 CV | 77,3   |
| 4       | Stanisław Wierzba  | FSO Syrena   | 78,2   |
| 5       | Marian Repeta      | FSO Syrena   | 81,6   |
| 6       | Zbigniew Borowczyk | Renault 4 CV | 81,8   |
| 7       | M. Wędrychowska    | Renault 4 CV |        |